# Hwang Jae-won
Hwang Jae-won (en coreano: 황재원; Seúl, 13 de abril de 1981) es un exfutbolista surcoreano que jugaba en la posición de defensa central.

## Carrera

### Club
| Periodo   | Club                    | País          | Apariciones | Goles |
| --------- | ----------------------- | ------------- | ----------- | ----- |
| 2004–2010 | Pohang Steelers         | Corea del Sur | 79          | 5     |
| 2010–2011 | Suwon Samsung Bluewings | Corea del Sur | 18          | 2     |
| 2012–2014 | Seongnam Ilhwa Chunma   | Corea del Sur | 9           | 1     |
| 2015      | Chungju Hummel FC       | Corea del Sur | 23          | 2     |
| 2016–2018 | Daegu FC                | Corea del Sur | 37          | 2     |
| 2018      | Daejeon Citizen         | Corea del Sur | 3           | 0     |

### Selección nacional
Jugó para Corea del Sur en 11 ocasiones de 2008 a 2011 y anotó un gol en el empate 2-2 ante Japón el 25 de enero de 2011 en Doha por la Copa Asiática 2011.

## Logros

### Club
- K League 1: 2007
- Korean FA Cup: 2008
- K-League Cup: 2009
- Liga de Campeones de la AFC: 2009

### Individual
- Equipo Ideal de la K-League: 2007, 2009
- Nominado al Futbolista Asiático del Año: 2009